# Jean-Michel Lemétayer
Jean-Michel Lemétayer, né le 2 juin 1951 à Vignoc (Ille-et-Vilaine) et mort le 31 juillet 2013 à La Mézière (Ille-et-Vilaine), est un syndicaliste agricole français. Il a notamment été président de la Fédération nationale des syndicats d'exploitants agricoles (FNSEA) de mai 2001 à décembre 2010. Il est par ailleurs producteur de lait à Vignoc en Ille-et-Vilaine. Il est marié (1974) et père de 3 enfants.

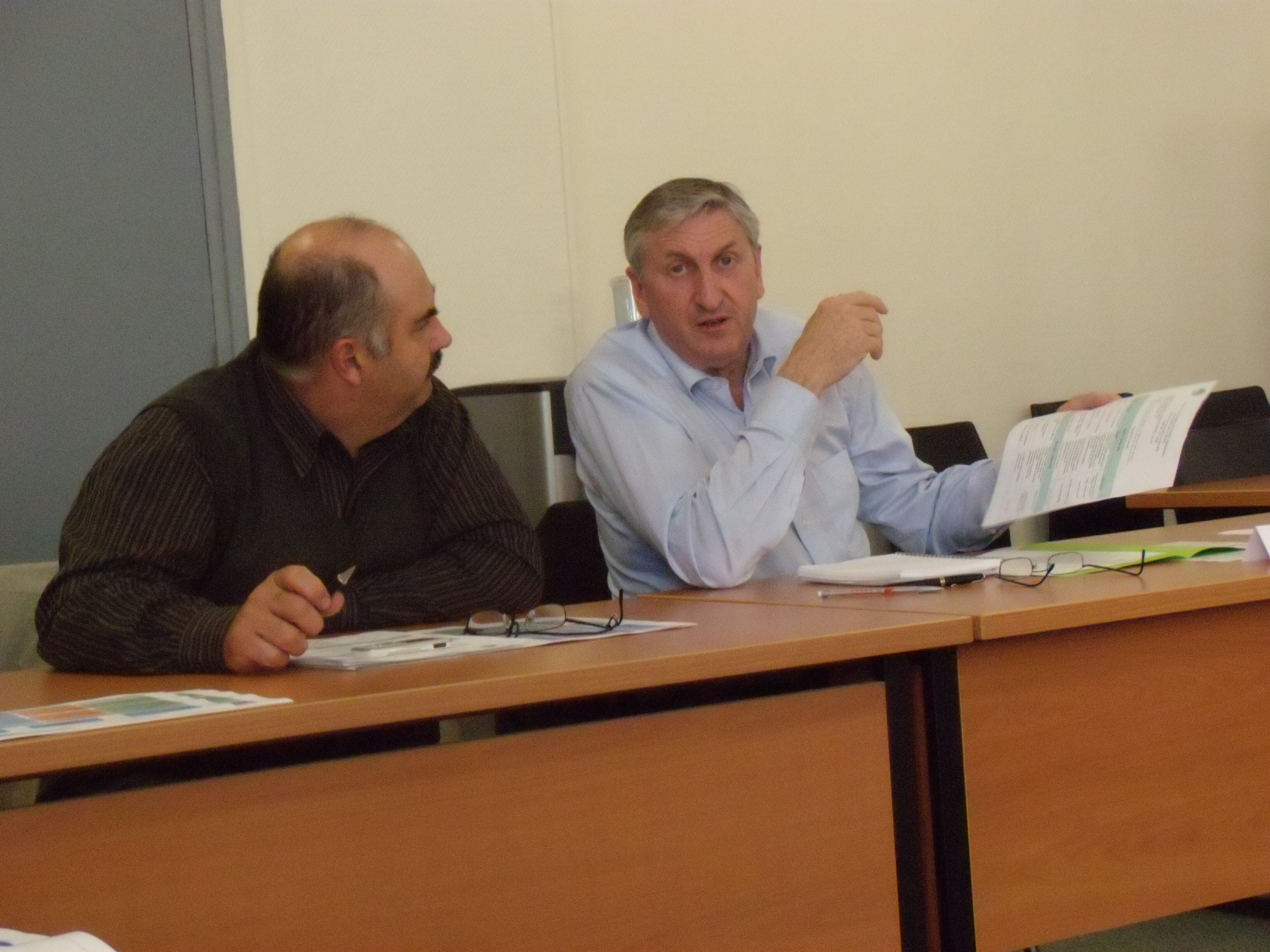
À côté de lui, Philippe Monteil, alors président de la FDSEA de la Creuse.

## Biographie

### Études
En 1971, il obtient le Bac D au lycée Chateaubriand de Rennes. Pendant deux ans il étudie[Quoi ?] à l'université.

### Activité professionnelle
En octobre 1977, il s'installe en coexploitation avec ses parents sur l'exploitation familiale de lait à Vignoc. En 1982, il se met en Gaec avec sa sœur et son beau-frère. En 1987, il fait partie de l'équipe qui créé le SPACE (Salon des productions animales - Carrefour européen) au Parc Expo de Rennes. De 1995 à 2002 il est président de la Fédération Nationale des Producteurs de Lait. En novembre 2001 il devient membre du conseil d’administration du crédit agricole
De 2007 à 2009 il préside le Copa, lobby européen des agriculteurs, à Bruxelles. En juin 2009, il devient président de SOPEXA. Il est également vice-président du Conseil économique et social. Il est aussi président et cofondateur du Centre culinaire contemporain de Rennes inauguré en Juin 2013 et président du conseil d'administration d'Agrocampus Ouest (Institut Supérieur des Sciences Agronomiques, Agroalimentaires, Horticoles et du Paysage), qui forme des ingénieurs agronomes, des ingénieurs en agroalimentaire, en horticulture et en paysage.

### Activités syndicales
En janvier 1974 il entre au Centre départemental des jeunes agriculteurs (CDJA). En 1982 il est élu président du CDJA et du CRJA Ouest. De 1984 à 1986 il est secrétaire général du CNJA. En 1987, il entre à la FDSEA. En 1988 il devient membre du Conseil d'Administration de la Fédération Nationale des Producteurs de Lait Le 17 mai 2001, il est élu président de la Fédération nationale des syndicats d'exploitants agricoles (FNSEA).
Le 7 décembre 2010, il annonce qu’il va quitter ses fonctions.
Se targuant notamment de travailler avec le pouvoir en place qu'il soit de gauche ou de droite , il a œuvré à ce que la FNSEA demeure le syndicat hégémonique de l'agriculture française, n'hésitant pas pour cela à jeter l'opprobre sur un syndicat naissant qu'il a qualifié de « syndicat de droite voire d'extrême droite »  au moment où la FNSEA devait faire face à différents ennuis judiciaires, notamment une mise en examen pour complicité et recel d'abus de biens sociaux, dont la Coordination Rurale était à l'origine de l'action en justice ,.

### Fin de vie
En 2003, il publie Qu'est-ce que la FNSEA ?, L'Archipel. 
En 2010, au moment de son départ de la FNSEA, il publie un livre, Confidences d'un leader paysan, une vie de combat syndical, une série d'entretiens avec le journaliste Thiébault Dromard aux Éditions Bertrand Gobin.
Le 31 mai 2007, en parlant de la ministre de l'Agriculture Christine Lagarde sur l'antenne de Europe 1, il s'est clairement déclaré en faveur de l'espéranto.
Il meurt le 31 juillet 2013 d'une crise cardiaque à l'âge de 62 ans,.
Les obsèques de Jean-Michel Lemétayer se déroulent à Vignoc, le 3 août 2013 en présence de très nombreuses personnalités, dont Xavier Beulin, président de la FNSEA à l'époque, Jean-Paul Delevoye, président du conseil économique et social ainsi que Stéphane Le Foll, ministre de l'Agriculture, Guillaume Garot, ministre délégué à l'Agro-alimentaire et Jean-Yves Le Drian, ministre de la Défense. Une messe du souvenir a par ailleurs eu lieu en l'église Saint-Augustin (Paris), en présence de dix ministres et anciens ministres.
Jean-Michel Lemétayer est inhumé à Vignoc, sa commune natale.

## Décorations
Jean-Michel Lemétayer est Officier de la Légion d'Honneur (juillet 2007), Commandeur dans l'Ordre du mérite agricole (janvier 2003), Officier du Mérite agricole (juillet 1995)